# Gustav Weissenborn
Gustav Weissenborn (* 30. April 1877; † 12. Dezember 1952) war ein Bremer Politiker (SPD) und er war für Bremerhaven Mitglied der Bremischen Bürgerschaft.

## Biografie
Weissenborn war vor 1933 und nach 1945 Mitglied der SPD in Bremerhaven. Er war Vorsitzender des SPD-Ortsvereins Geestemünde. In den 1920er Jahren war ehrenamtlicher Senator der 1924 gegründeten Stadt Wesermünde.

Vom Februar bis Oktober 1947 war er für Bremerhaven Mitglied der ersten gewählten Bremischen Bürgerschaft und in Deputationen der Bürgerschaft tätig. Danach war er Stadtverordneter und ehrenamtlicher Stadtrat in Bremerhaven. 1952 verlieh ihm die Bremerhavener Stadtverordnetenversammlung den Ehrentitel Stadtältester.